# 东海县站
东海县站是一个陇海线上的铁路车站，位于江苏省连云港市东海县牛山街道，建于1925年，目前为三等站，邮政编码为222300。目前客运：办理旅客乘降；行李、包裹托运；货运：办理整车、零担货物发到。
原车站站房位于站场北侧，连徐客运专线在既有站场南侧新建站场及客运设施。为此车站于2020年9月10日起至2021年6月30日停办既有陇海线客运业务以方便实施既有站场与新南站房互联互通工程，新站房及高速场随连徐客运专线于2021年2月9日启用。

## 车站结构
东海县站新站房于2021年投用，面积13500平方米，外立面以“灿若繁星，闪耀东海”为设计意向，体现了东海县特产水晶的地方特色。车站站场规模4台10线，其中高速场规模2台4线，与站房设有2座12米宽天桥连接。普速场还设有通往东海国家粮食储备库、连云港大为物流和台玻东海玻璃的专用线。

## 車站周邊
- 东海汽车站
- 连云港市双马水晶矿物博物馆
- 汉庭酒店连云港东海水晶城店
- 东海县交通运输局
- 晶城假日酒店

## 接驳交通
| 东海高铁站 | 东海高铁站     | 东海高铁站 | 东海高铁站     | 东海高铁站                 |
| 编号       | 路线           | 路线       | 路线           | 备注                       |
| ---------- | -------------- | ---------- | -------------- | -------------------------- |
| 1东海      | 博望           | ⇆          | 东海高铁站     |                            |
| 6东海      | 东海汽车客运站 | ⇆          | 东海高铁站     | 经东海交警大队、东海车管所 |
| 7东海      | 东海汽车客运站 | ⇆          | 东海高铁站     | 经东海住建局、幸福桥       |
| 8东海      | 赵圩村         | ⇆          | 东海高铁站     |                            |
| 9东海      | 东海高铁站     | ⇆          | 东海汽车客运站 | 经牛山街道、水晶博物馆     |
| 611东海    | 东海高铁站     | ⇆          | 毛北           |                            |
| 612东海    | 安峰           | ⇆          | 东海高铁站     |                            |